# لون محيط

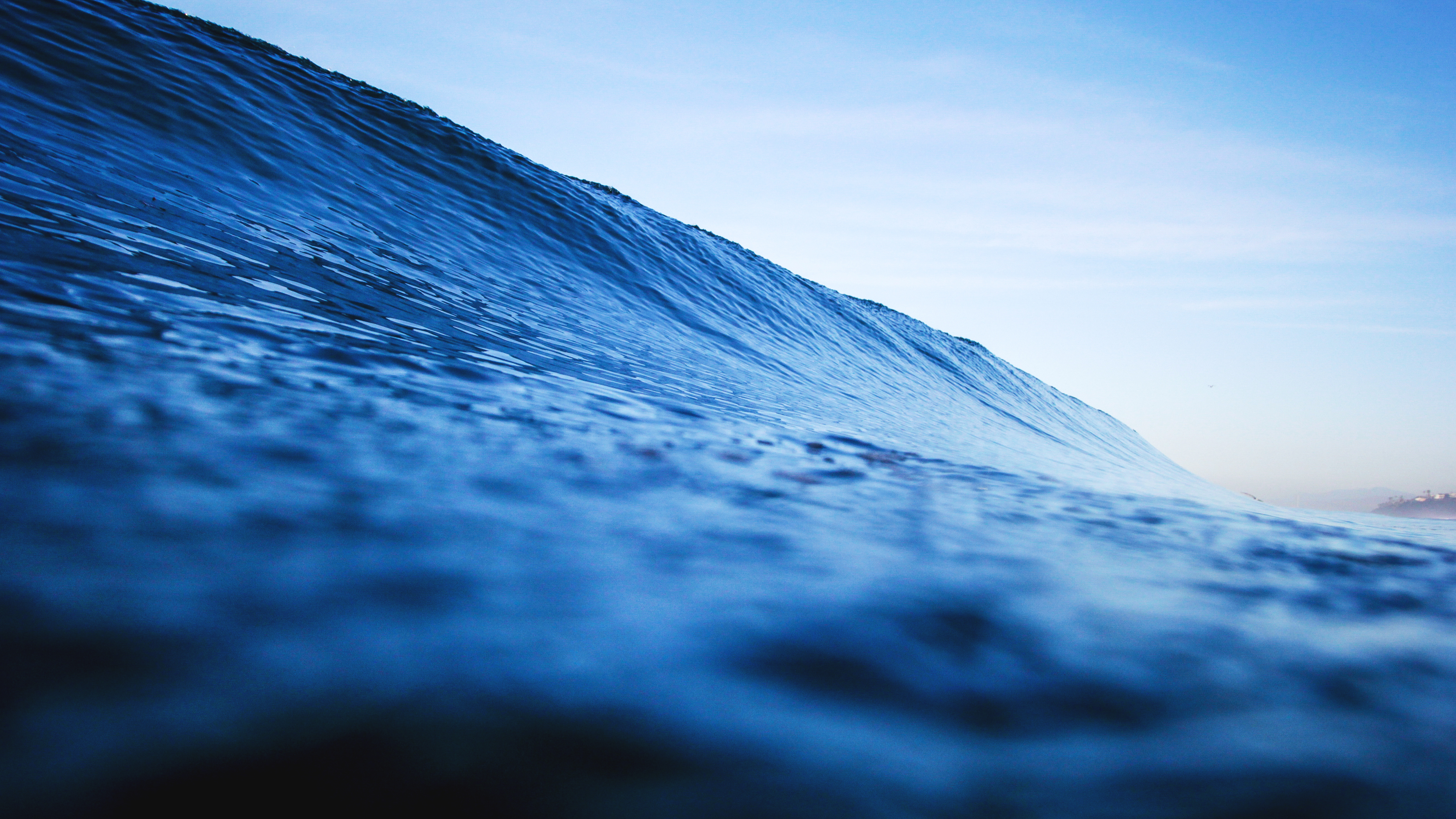
موجة المحيط الأزرق

يعدُ لون المحيط فرعاً من فروع بصريات المحيطات الذي يدرس على وجه التحديد لون الماء والمعلومات التي يمكن اكتسابها من خلال النظر إلى الاختلافات في اللون. ولون المحيط رغم أن لونه أزرق بشكل أساسي، يختلف في الواقع من الأزرق إلى الأخضر أو حتى الأصفر أو البني أو الأحمر في بعض الحالات. طُوُرَ هذا المجال من الدراسة جنبًا إلى جنب مع استشعار المياه عن بعد، لذلك فهو يركز بشكل أساسي على كيفية قياس اللون بواسطة الأدوات مثل: (أجهزة الاستشعار الموجودة على الأقمار الصناعية والطائرات). معظم المحيطات زرقاء اللون، ولكن في بعض الأماكن يكون المحيط أزرق- أخضر أو أخضر أو حتى أصفر إلى بني. لون المحيط الأزرق هو نتيجة لعدة عوامل. أولاً، يمتص الماء الضوء الأحمر بشكل تفضيلي مما يعني أن الضوء الأزرق يبقى وينعكس مرة أخرى خارج الماء. يُمتص الضوء الأحمر بسهولة أكبر، وبالتالي لا يصل إلى أعماق كبيرة، وعادة ما تصل إلى أقل من 50 مترًا (164 قدمًا). وبالمقارنة، يمكن للضوء الأزرق أن يخترق ما يصل إلى 200 متر (656 قدمًا). ثانيًا، تشتت جزيئات الماء والجسيمات الدقيقة جدًا في مياه المحيطات الضوء الأزرق بشكل تفضيلي أكثر من الضوء من الألوان الأخرى. يحدث تشتت الضوء الأزرق بواسطة الماء والجزيئات الدقيقة حتى في أوضح مياه المحيطات، وهو مشابه للضوء الأزرق المنتشر في السماء، وتشمل المواد الرئيسية التي تؤثر على لون المحيط المواد العضوية الذائبة، والعوالق النباتية الحية مع الكلوروفيل وأصباغًا وجزيئات غير حية مثل الثلج البحري والرواسب المعدنية. يمكن قياس الكلوروفيل من خلال ترددات الأقمار الصناعية ويعمل بمثابة وكيل لإنتاجية المحيطات (الإنتاجية الأولية البحرية) في المياه السطحية. في صور الأقمار الصناعية المركبة طويلة المدى، تظهر المناطق ذات الإنتاجية العالية للمحيطات باللونين الأصفر والأخضر لأنها تحتوي على المزيد من العوالق النباتية (الخضراء)، بينما تظهر المناطق ذات الإنتاجية المنخفضة باللون الأزرق.

## نظرة عامة
يعتمد لون المحيط على كيفية تفاعل الضوء مع المواد الموجودة في الماء. عندما يدخل الضوء إلى الماء، يمكن إما امتصاصه باستخدام الضوء ويصبح الماء "أغمق"، أو منتشرًا (يرتد الضوء في اتجاهات مختلفة، ويظل الماء "ساطعًا")، أو مزيجًا من الاثنين. ويختلف الامتصاص والتشتت تحت الماء طيفيًا، أو عبر طيف الطاقة الضوئية المرئية للأشعة تحت الحمراء (نحو 400 نانومتر إلى 2000 نانومتر من الأطوال الموجية) يحدد "لون" الماء الذي سيظهر لجهاز الاستشعار.

## أنواع المياه حسب اللون
تظهر معظم محيطات العالم باللون الأزرق لأن الضوء الذي يخرج من الماء يكون أكثر سطوعًا (له أعلى قيمة انعكاس) في الجزء الأزرق من طيف الضوء المرئي. غالبًا ما تظهر المياه الساحلية بالقرب من اليابسة. تظهر المياه الخضراء بهذه الطريقة لأن الطحالب والمواد المذابة تمتص الضوء في الأجزاء الزرقاء والحمراء من الطيف.

### المحيطات الزرقاء
سبب ظهور مياه المحيطات المفتوحة باللون الأزرق هو أنها صافية جدًا، تشبه إلى حد ما المياه النقية، وتحتوي على القليل من المواد أو جزيئات صغيرة جدًا فقط. تمتص المياه النقية الضوء الأحمر بعمق. ومع امتصاص الضوء الأحمر، يبقى الضوء الأزرق. وتظهر كميات كبيرة من المياه النقية باللون الأزرق (حتى في حوض السباحة ذي القاع الأبيض أو الدلو المطلي باللون الأبيض) وغالبًا ما تكون المواد الموجودة في مياه المحيطات المفتوحة ذات اللون الأزرق عبارة عن جزيئات صغيرة جدًا تشتت الضوء بقوة خاصة في الأطوال الموجية الزرقاء. يشبه تشتت الضوء في المياه الزرقاء التشتت في الغلاف الجوي مما يجعل السماء تظهر باللون الأزرق (يسمى تشتت رايلي). وتظهر بعض بحيرات المياه الصافية ذات اللون الأزرق باللون الأزرق لنفس الأسباب، مثل بحيرة تاهو في الولايات المتحدة.

### المحيطات الخضراء
تمتص الطحالب البحرية المجهرية، التي تسمى العوالق النباتية، الضوء في الأطوال الموجية الزرقاء والحمراء، بسبب أصباغها الخاصة مثل الكلوروفيل. ووفقًا لذلك مع وجود المزيد والمزيد من العوالق النباتية في الماء، يتحول لون الماء نحو الجزء الأخضر من الطيف. المادة الأكثر انتشارًا لامتصاص الضوء في المحيطات هي صبغة الكلوروفيل، والتي تستخدمها العوالق النباتية لإنتاج الكربون عن طريق التمثيل الضوئي. الكلوروفيل، صبغة خضراء، تجعل العوالق النباتية تمتص بشكل تفضيلي الأجزاء الحمراء والزرقاء من طيف الضوء. مع امتصاص الضوء الأزرق والأحمر، يبقى الضوء الأخضر. ومناطق المحيط ذات التركيزات العالية من العوالق النباتية لها ظلال من المياه الزرقاء إلى الخضراء اعتمادًا على كمية ونوع العوالق النباتية. يمكن أن تحتوي المياه الخضراء أيضًا على مزيج من العوالق النباتية والمواد المذابة والرواسب، بينما لا تزال تظهر باللون الأخضر. يحدث هذا غالبًا في مصبات الأنهار والمياه الساحلية والمياه الداخلية، والتي تسمى المياه "المعقدة بصريًا" لأن العديد من المواد المختلفة تخلق اللون الأخضر الذي يراه المستشعر.

### المحيطات الصفراء إلى البنية
تظهر مياه المحيطات صفراء أو بنية اللون عند وجود كميات كبيرة من المواد المذابة أو الرواسب أو كلا النوعين من المواد. يمكن أن يظهر الماء باللون الأصفر أو البني بسبب الكميات الكبيرة من المواد الذائبة. وتبدو المادة المذابة أو gelb stoff (بمعنى المادة الصفراء) داكنة لكنها شفافة نسبيًا، مثل الشاي إلى حد كبير. تمتص المواد المذابة الضوء الأزرق بقوة أكبر من ضوء الألوان الأخرى. غالبًا ما تأتي المادة العضوية المذابة الملونة (CDOM) من تحلل المواد النباتية على الأرض أو في المستنقعات، أو في المحيط المفتوح من العوالق النباتية البحرية التي تنضح المواد المذابة من خلاياها. في المناطق الساحلية، الجريان السطحي من الأنهار وإعادة تعليق الرمال والطمي من القاع يضيف الرواسب إلى المياه السطحية. يمكن أن يؤدي المزيد من الرواسب إلى جعل المياه تبدو أكثر اخضرارًا أو اصفرارًا أو بنيًا لأن جزيئات الرواسب تبعثر الطاقة الضوئية في جميع الألوان. بكميات كبيرة، تتسبب الجزيئات المعدنية مثل الرواسب في تحول الماء إلى اللون البني إذا كان هناك حدث ضخم لتحميل الرواسب، ويبدو لامعًا وغير شفاف (غير شفاف)، مثل حليب الشوكولاتة.

### المحيطات الحمراء
يمكن أن تظهر مياه المحيط باللون الأحمر إذا كان هناك ازدهار لنوع معين من العوالق النباتية تسبب في تغير لون سطح البحر. تسمى هذه الأحداث "المد الأحمر". ومع ذلك، فليس كل المد الأحمر ضارًا، ولا يُنظر إليه إلا على تكاثر الطحالب الضارة إذا كان نوع العوالق المتضمن يحتوي على سموم خطرة. يأتي اللون الأحمر من الصبغات الموجودة في أنواع معينة من العوالق النباتية التي تسبب الإزهار.  بعض الأمثلة هي دوارة كارين الصغيرة في خليج المكسيك، وألكسندريوم فندينس في خليج مين، ومارغال فادنيوم بوليكرودس وألكساندريوم مونيلاتم في خليج تشيسابيك.